# Lucas Guillermo Castillo
Lucas Guillermo Castillo Hernández (Güiripa, estado Aragua, Venezuela, 10 de febrero de 1878-Caracas, 9 de septiembre de 1955) fue un sacerdote católico venezolano ordenado el 15 de enero de 1905 y el primer obispo de la Diócesis de Coro nombrado por el Congreso Nacional de la República en el gobierno de Juan Vicente Gómez el 22 de junio de 1923 ocupando el puesto por 16 años. 

## Biografía
Sus padres fueron Manuel Castillo y Ana Dolores Hernández siendo segundo hijo. Estudió primaria en su pueblo natal y luego sus padres contrataron un profesor francés de apellido Lemonier para estudiar el idioma. Su padre lo llevó a Caracas donde estudió en los colegios Fontes, Páez Pumar, Santa María y el Colegio Salesianos de Sarría donde comenzó su noviciado y sus primeros estudios eclesiásticos.
En 1904 el obispo de Calabozo monseñor Sendrea le ordena como  Subdiaconado y el 15 de enero de 1905 es ordenado sacerdote por monseñor Juan Bautista Castro. Su primera Misa fue celebrada en la iglesia de Santa Rosalía en Caracas lugar donde sus padres contrajeron matrimonio.
Fue nombrado Párroco de San Casimiro de Güiripa el 20 de septiembre de 1908 donde trabajará por casi 15 años para ser propuesto en 1923 como obispo del recién creado obispado de Coro. Siendo párroco de Güiripa también ocupó un puesto como Concejal entre 1912 y 1915.

## Episcopado

### Obispo de Coro
El 19 de enero de 1923, el Papa Pío XI lo nombró I Obispo de la Diócesis de Coro.
Recibió la Consagración Episcopal el 22 de junio de 1923, de manos de Mons. Filippo Cortesi, Nuncio Apostólico en Venezuela.
Llevó a Coro varias congregaciones religiosas, fundó el Seminario Diocesano y organizó en 1928 el Primer Congreso Mariano Nacional, celebrado en Coro con la asistencia de los obispos venezolano y del Nuncio Apostólico Mons. Fernando Cento.
Siendo obispo de Coro ocultó al escritor, periodista y político venezolano Miguel Otero Silva quien era perseguido por los esbirros del General Gómez.

### Arzobispo Coadjutor de Caracas
El 10 de noviembre de 1939, el Papa Pío XII lo nombró Arzobispo Titular de Rhizaeum y Arzobispo Coadjutor de la Arquidiócesis de Caracas.

### Arzobispo de Caracas
Luego del fallecimiento de Felipe Rincón González toma posesión como X Arzobispo Metropolitano de la Arquidiócesis de Caracas el 13 de mayo de 1946. El Museo Diocesano de Coro fundado por monseñor Francisco José Iturriza lleva su nombre.

## Fallecimiento
S. E. R. Mons. Lucas Guillermo Castillo falleció el 9 de septiembre de 1955, a los 77 años de edad, siendo el Arzobispo Metropolitano de Caracas y Primado de Venezuela.